# 제16회 인디다큐페스티발
제16회 인디다큐페스티발은 2016년 3월 24일에 열린 시상식이다.

## 수상 및 후보

### 관객상
- 사람이 산다 - 송윤혁 수상

### 국내 신작전
- 도시를 떠돌다 - 김소영
- 박강아름의 가장무도회 - 박강아름
- 범전 - 오민욱
- 사람이 산다 - 송윤혁
- 스페셜 애니 - 김현경
- 야근 대신 뜨개질 - 박소현
- 이름 없는 자들의 이름 - 박순리
- 즐거운 나의 집 101 - 련
- 할머니의 먼 집 - 이소현
- 1968년, 눈물의 영화 - 권진경
- 광화문의 어떤 하루 - 김경만
- 김수영, 불온한 시절 - 권라임 외 5명
- 깨끗하고 불빛 환한 곳 - 고재홍
- 내동공간(來同空間), 남동공단 - 박군제
- 늙은 연꽃 - 장윤미
- 덩어리 - 오재형
- 매듭 - 김준형
- 미디어로 행동하라! in 밀양 - 방준극 외 8명
- 별헤는 밤 - 최아람
- 봉준호를 찾아서 - 정하림 외 2명
- 사라질 것들, 살아갈 곳들 - 이철우
- 서울의 입구 - 김다연
- 아듀, 파라다이스 - 이강옥
- 알바하는 당신이 꼭 봐야할 영화 - 서원철
- 워크맨 - 김혜련
- 천국 장의사 - 신나리
- 퍼펙트마라톤 - 박윤진

### 올해의 초점
- 레드마리아2 - 경순
- 사람은 무엇으로 사는가 - 경순
- 불온한 당신 - 이영
- 아웃 - 이반 검열 두 번째 이야기 - 이영
- 소년, 달리다 - 강석필
- 공부의 나라 - 최우영
- 416 프로젝트 “망각과 기억” - 416연대 미디어위원회

### 아시아의 초점
- 도쿄 드래프트 - 마츠에 테츠아키
- 수상 관저 앞에서 - 오구마 에이지
- 프로젝트 후쿠시마! - 후지이 히카루
- 벚꽃나무 아래서 - 다나카 케이
- 빼앗긴 거리 - 노라 람
- 스네이크스킨 - 다니엘 휘
- 파도의 목소리 - 게센누마편 - 사카이 고
- 파도의 목소리 - 신치마치편 - 사카이 고

### 포럼 기획
- 독학자 - 차재민
- 범전 - 오민욱
- 빙빙 - 임철민
- 오디오 비주얼 필름 크리틱 : 봉준호의 영화 세계 - 권은혜 외 12명
- 와이상 - 백종관
- 외곽 - 황선숙
- 이야기의 역사, 역사의 이야기 - 김하경 달린
- 적막의 경관 - 오민욱
- 화포 - 박병래
- 히스테릭스 - 차재민

### 봄 제작지원작
- 같이 - 이병기
- 그녀들의 점심시간 - 구대희
- 꽃피는 편지 - 강희진
- 날고 싶어 - 산타 모니카